# Antoni Cortis
Antoni Montón i Corts, conegut com a Antonio Cortis (Dénia, Marina Alta, 12 d'agost de 1891 - València, 2 d'abril de 1952) va ser un tenor d'òpera valencià, conegut també com «El petit Caruso» o «el Caruso espanyol» per haver rebut lliçons d'Enrico Caruso i per la seva semblança en el seu estil de cant.

## Biografia
Fill d'un sabater artesà emigrant d'Algèria, va néixer en un vaixell i va ser empadronat a Dénia. Des de petit va cantar en cors. El 1910 ja havia conclós l'Ave Verum. Va començar cantant papers secundaris en el Liceu de Barcelona i al Real de Madrid, on representà, per exemple, a Gastone a La traviata. En 1913 va complir el servei militar, en Barcelona. El 1916 va cantar Tosca en el Teatre Espanyol de Barcelona, quan va aconseguir el primer dels seus contractes per fer un paper de primer tenor. El 1916 es va casar amb Carme Arnau.
El 1918 va cantar Carmen al Real, amb Maria Gay i Mattia Battistini. El 1919 hi va tornar per cantar la infreqüent òpera donizettiana Maria di Rohan. El mateix any va viatjar a Itàlia i es va allotjar a la cèlebre Pensió –per al món de la lírica– de Gina Bonini, situada enfront del Duomo, prop de la Scala de Milà. Cantà a Nàpols i a Roma; en aquesta última ciutat es va guanyar l'afecte de l'exsoprano Emma Carelli que, com a gerent del Teatre Costanzi, la va ajudar en els seus primers anys transalpins. Allí va cantar des del seu habitual Tosca fins a la infreqüent Anima allegra de Franco Vittadini.
Va ser transcendental la seva signatura el 1924 del contracte amb la Civic Opera de Chicago, a la qual romandrà lligat fins al 1932, vuit temporades consecutives. Es va interessar per ell el seu director d'orquestra Giorgio Polacco en conèixer el seu èxit al Teatre Nacional de l'Havana, on va ser tret a coll del recinte pel paper de Cavaradossi. Va arribar quan els tenors més importants de la Companyia eren el nord-americà Charles Hackett i, sobretot, l'italià Tito Schipa.
Va vantar sobretot al Gran Teatre del Liceu (1912-1939), però també a San Francisco (1925-1926), La Scala (1930-1931) i Covent Garden (1931), al costat de Rosa Ponselle a Turandot i Fedora; a més de a Los Angeles, Baltimore, Boston, Washington, Pittsburgh, Santiago de Xile, Verona, Torí, Montecarlo i Bari.
La Gran Depressió, la Guerra Civil espanyola i la Segona Guerra Mundial van ser factors que, units a una salut precària, li van impedir desenvolupar una carrera encara més gran. El 1940 va fundaruna escola de cant a València. Les seves últimes actuacions van ser a Saragossa a Tosca el 1950. Va morir a València el 2 d'abril de 1952.